# フランソワ・クロード・ド・ブイエ

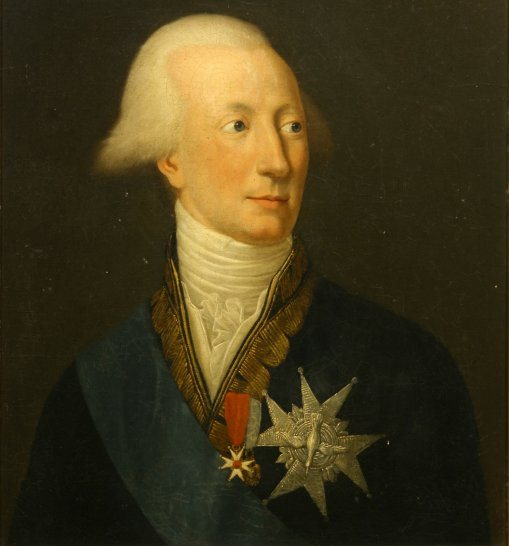
フランソワ・クロード・ド・ブイエ

ブイエ侯爵フランソワ・クロード・アムル・デュ・シャリオール（仏: François Claude Amour du Chariol, marquis de Bouillé, 1739年11月19日 - 1800年11月14日）は、フランス革命期の王党派の将軍である。ナンシー事件で反乱鎮圧に功績があり、ヴァレンヌ事件では実行者の一人で、事件後に亡命したが、バルナーヴによって国王誘拐説の首謀者とされて罪を被ったために、フランス国歌『ラ・マルセイエーズ』では反革命分子の代表として名指しされた歌詞が現在に残る。名門貴族の出身で、ラファイエットとはいとこの関係にある。

## 人物

### フランス革命以前
ブイエは七年戦争に従軍した後、アンティル（カリブ海）に赴任、アメリカ独立戦争ではドミニカ侵攻（1778年9月）、シント・ユースタティウス島再占領（1782年）などカリブ海地域での対英国作戦の指揮を執った。フランス帰国後はアルザスとフランシュ・コンテの三司教区の知事になった。これら国境地帯の行政権を委ねられたことが、ヴァレンヌ事件に関与するきっかけになる。

### フランス革命
ブイエは1789年のフランス革命には敵対的だった。彼はメス市と継続的に戦い、メスとナンシーの軍事的反乱を鎮圧した。 1790年に彼はムーズ県、ザール県とモゼル県にまたがる管区軍司令官となった。
王党派と見込まれて国王パリ脱出計画に勧誘されると、彼はルイ16世に対して、王の家族は他国に反革命を訴えることが可能な場所で彼の管区内にある国境の町のモンメディに避難するべきと提案した。しかしこの計画は1791年7月21日のヴァレンヌ事件によって失敗し、ブイエは亡命した。事件後、実際の首謀者である国王と王妃マリー・アントワネットら王族の責任を回避するために、バルナーヴらフイヤン派は国王誘拐説をでっち上げ、その首謀者としてブイエを示唆した。彼は国王のために働いただけであったが、すでに国外にいたので反論できなかった。結果として、フランス国歌『ラ・マルセイエーズ』の歌詞の5番において言及され、
と名指しで非難される悪名だけが残った。

### 亡命と晩年
亡命したブイエはロシア帝国に滞在した。1791年9月6日に神聖ローマ皇帝のレオポルト2世のボヘミア王としての戴冠式のために、彼はプラハのハプスブルク家の宮廷に赴いた。1797年に彼は回顧録を出版し大変な成功を収めたのち、1800年にロンドンで死去した。息子のルイ･ド・ブイエはフランス帝国で将軍となった。
ドイツの文学者ハインリヒ・フォン・クライストは著書「Fantasien auf einer Reise nach Prag」のなかでブイエの人となりを書き残している。クライストは、1791年の9月2日にプラハのエステート劇場でモーツァルトの『ドン・ジョバンニ』の上演を親子で鑑賞していたブイエの様子を見て、亡命したこととフランスでの中傷の動きに対して、煩悶と自責の念とで苦しむ傷ついた人物と描写している。